# Auger-Saint-Vincent
Auger-Saint-Vincent è un comune francese di 525 abitanti situato nel dipartimento dell'Oise della regione dell'Alta Francia.

## Società

### Evoluzione demografica
Abitanti censiti